# Léon Cogniet

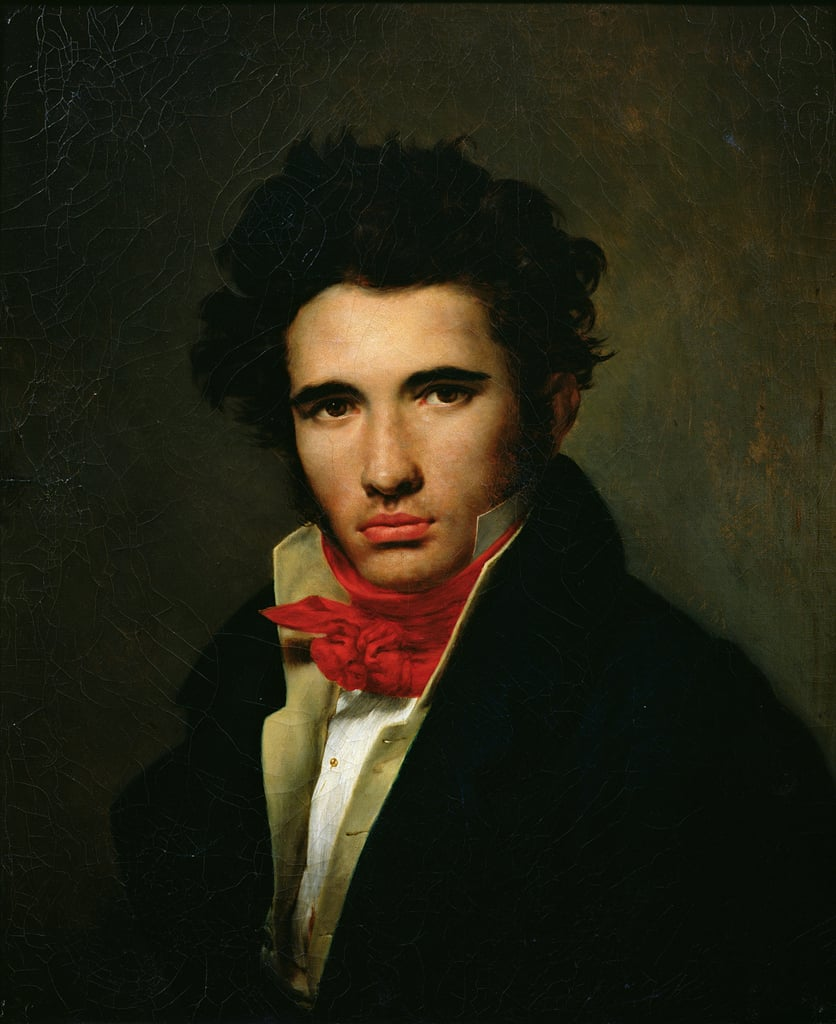
Léon Cogniet, Selbstporträt um 1818

Léon Cogniet (* 29. August 1794 in Paris; † 20. November 1880 ebenda) war ein französischer Maler des Neoklassizismus und der Romantik.

## Leben
Im Mai 1812 kam Cogniet in seiner Heimatstadt an die École des Beaux-Arts und wurde dort Schüler unter anderem von Pierre Narcisse Guérin. Gefördert durch seine Lehrer, konnte er bereits 1814 auf einer Ausstellung der Académie française mit einem Bild debütieren. 1815 wurde sein Gemälde Briseïs wird Achilles zurückgebracht mit dem „Prix de Rome (2. Klasse)“ prämiert, und 1817 erhielt er für sein Bild Befreiung Helenas durch Kastor und Pollux den „Prix de Rome (1. Klasse)“. Verbunden mit dieser Auszeichnung war ein großzügiges Reisestipendium, das es Cogniet ermöglichte, eine Studienreise durch Italien zu unternehmen und über fünf Jahre in Rom zu leben. Im Sommer 1817 brach er auf, konnte aber noch mit einem kleineren Werk (später von François Nicolas Delaistre gestochen) an der großen Ausstellung des Pariser Salons teilnehmen und war auch hier erfolgreich.

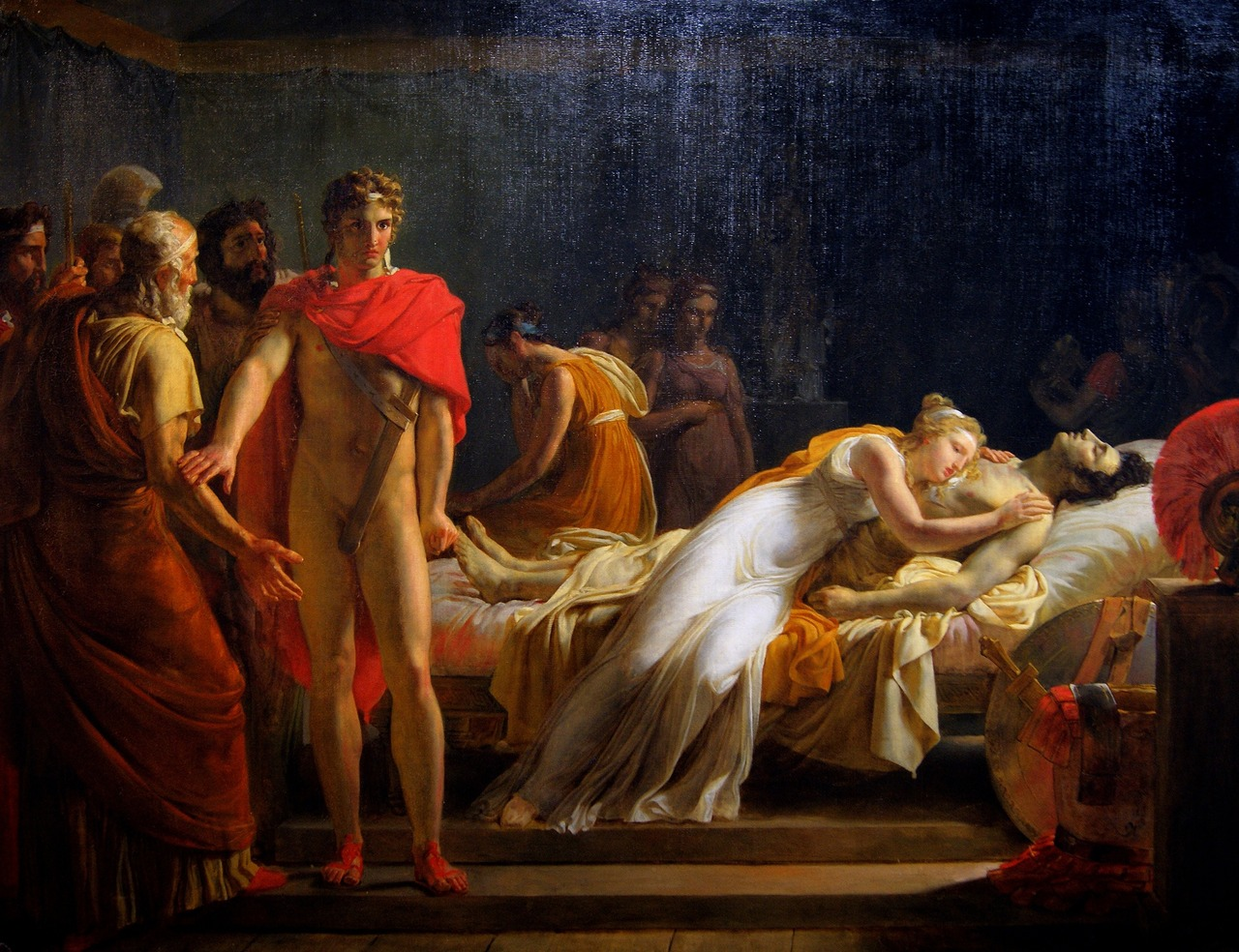
Cogniets Briseïs wird Achilles zurückgebracht, 1815

Bereits während seines Studiums an der Kunstakademie schloss Cogniet Bekanntschaft mit Jean Alaux, Eugène Delacroix, Théodore Géricault, Ary und Henry Scheffer.
In Rom wohnte Cogniet in der Villa Medici, bis er im Frühjahr 1822 wieder nach Frankreich zurückkehrte. Sofort nach seiner Rückkehr 1824 präsentierte er anlässlich einer Ausstellung seine Werke Marius auf den Ruinen Karthagos und Der bethlehemitische Kindermord. Mit beiden Werken hatte er großen Erfolg; der Kindermord wurde bald auch von Williams Reynolds-Stephens und Paul Girard als Kupferstich verbreitet.
1831 hatte Cogniet erneut großen Erfolg mit seinem Gemälde Raub der Rebekka durch den Tempelherrn, das er – inspiriert durch die Lektüre Ivanhoe von Walter Scott – ein Jahr zuvor geschaffen hatte.

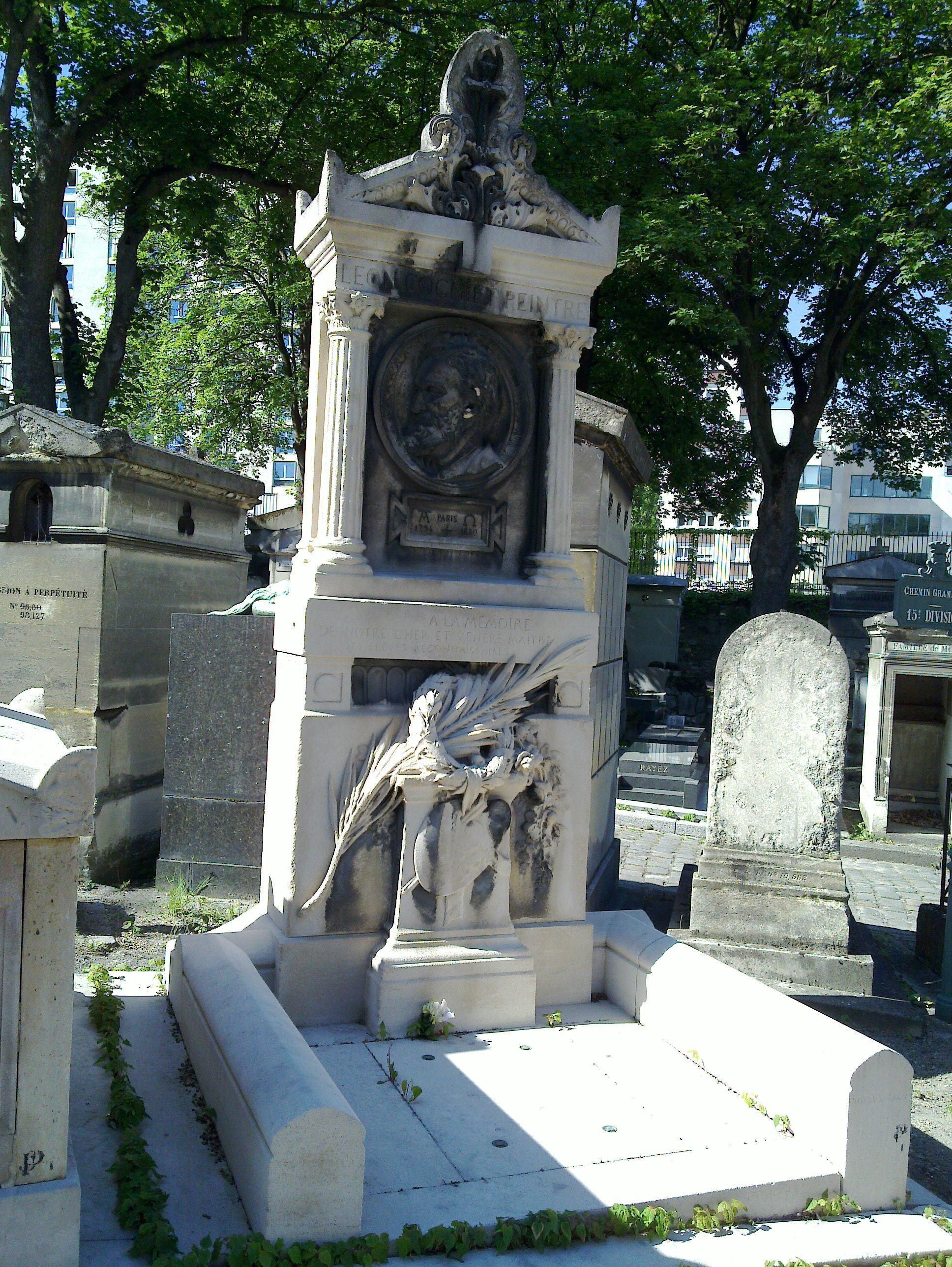
Cogniets Grab auf dem Friedhof Père-Lachaise

1843 erzielte er einen sensationellen Erfolg mit seinem Tintoretto, seine tote Tochter malend (später von Achille Louis Martinet gestochen). Aber auch die Gemälde Schlacht am Berg Tabor am 16. April 1799 und Schlacht bei Heliopolis am 2. Mai 1800, die er zusammen mit Paul Girard und Félix Philippoteaux entworfen hatte, überzeugten Publikum und offizielle Kunstkritik.
1855 nahm Cogniet mit seinem Porträt Vicomtesse de Noailles zum letzten Mal am Pariser Salon teil und zog sich danach fast vollständig ins Privatleben zurück. Er schuf in den folgenden Jahren kaum noch nennenswerte Bilder, und auf Ausstellungen waren – falls überhaupt – meistens ältere Bilder zu sehen, auf der Weltausstellung 1855 in Paris zum Beispiel sein immer noch bekanntes Bild Tintoretto, seine tote Tochter malend.
1863 gab Cogniet auch seine Lehrtätigkeit an der École des Beaux-Arts auf und zog sich ins Privatleben zurück. In den letzten Jahren hatte er kaum noch Schüler; auch sein privates Atelier gab er in diesen Jahren auf. Am 20. November 1880 starb er nahezu vergessen im Alter von 94 Jahren.
Cogniet hatte schon früh zu einem eigenen unverwechselbaren Stil gefunden. Dieser beeinflusste eine Vielzahl von Schülern und wurde dadurch stilbildend für das Ende des 19. Jahrhunderts. In seinen frühen Werken dominierte noch die klassizistische Historienmalerei; in seinem späteren Œuvre wandte er sich dann stärker der Porträtmalerei zu. Weniger bekannt sind heute seine kirchlichen Sujets und seine Lithografien.
Neben einigen anderen Künstlern porträtierte auch der Maler Léon Bonnat Cogniet.

## Werke (Auswahl)
- Der bethlehemitische Kindermord

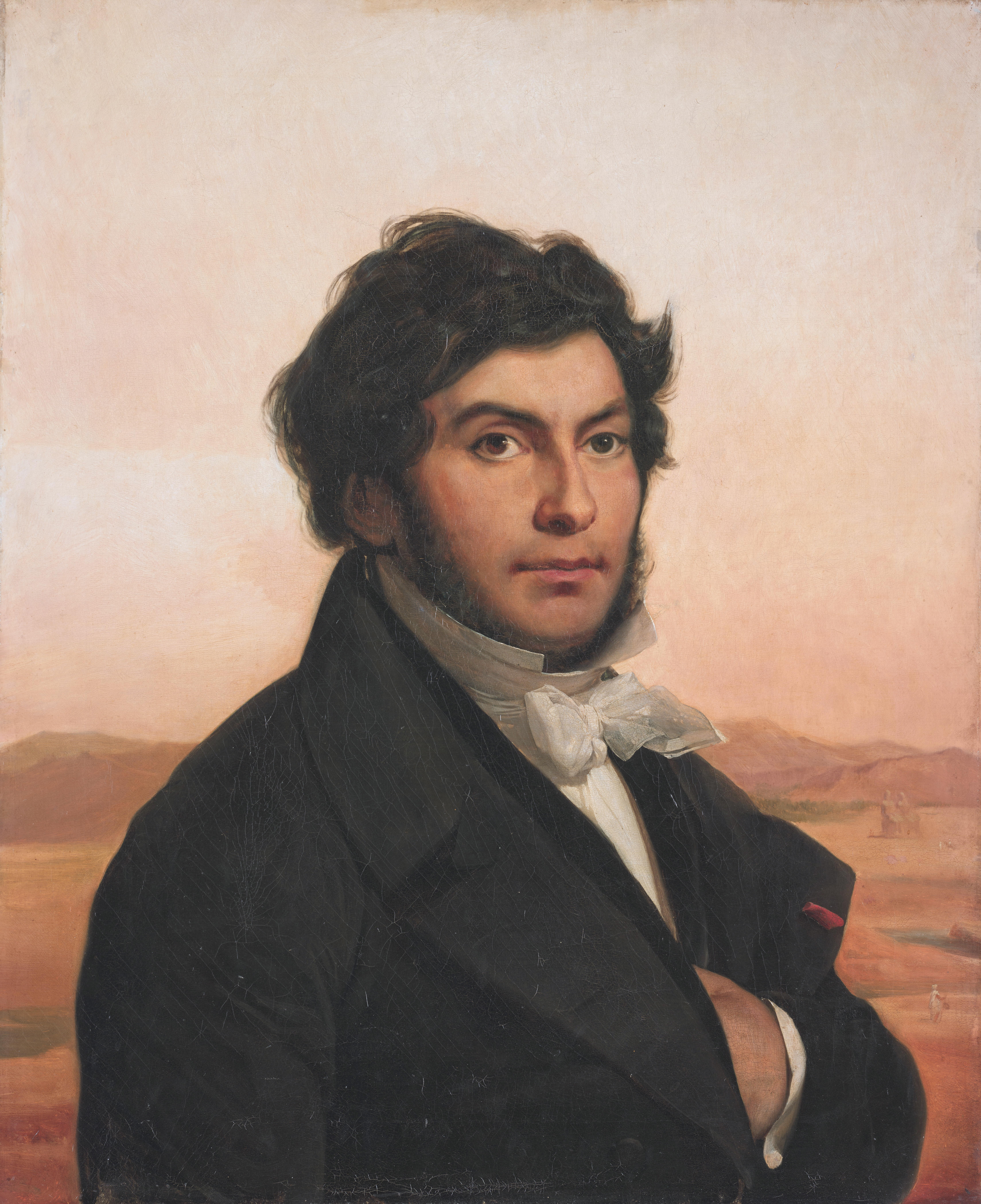
Cogniets Porträt von Jean-François Champollion

- Ausmarsch der Pariser Nationalgarde 1792 (1836, historisches Museum in Versailles)
- Napoléon und die gelehrten Altertumsforscher in Ägypten (Deckengemälde im ägyptischen Museum)
- Tintoretto, seine tote Tochter malend (1843)
- Barthélemy Prosper Enfantin (Porträt)
- König Louis Philippe d’Orleans als Generalleutnant (Porträt)
- Achille Etna Michallon (1818/19, Porträt)
- Jean-François Champollion (1831, Porträt)
- Marius auf den Ruinen Karthagos
- Raub der Rebekka durch den Tempelhern (1830)
- Schlacht am Berg Tabor am 16. April 1799
- Schlacht bei Heliopolis am 20. Mai 1800
- Vicomtesse de Noailles (1855, Porträt)

## Ehrungen
- 1828: Ritter der französischen Ehrenlegion
- 1846: Offizier der französischen Ehrenlegion
- 1865: Pour le mérite für Wissenschaften und Künste
- 1868: Assoziiertes Mitglied der Académie royale des Sciences, des Lettres et des Beaux-Arts de Belgique[1]

## Schüler von Léon Cogniet
Neben seinen zahlreichen Schülern sollte seine Schwester Marie Amélie (1798–1869) und Catherine Caroline Thévenin (1813–1892), seine spätere Ehefrau, nicht vergessen werden, die er nicht nur unterrichtete, sondern auch nach allen Maßen förderte.
- Auguste Allongé (1833–1898)
- Wilhelm Amberg (1822–1899)
- Louis-Ernest Barrias (1841–1905)
- Felix Joseph Barrias (1822–1907)
- Léon Benouville (1821–1859)
- Nils Blommér (1816–1853)
- Léon Bonnat (1833–1922)
- Rosa Bonheur (1822–1899)
- Pierre Auguste Cot (1837–1883)
- Alfred Cluysenaar (1837–1902)
- Alfred Dedreux (1810–1860)
- Alfred Dehodencq (1822–1882)
- Augustin Feyen-Perrin (1826–1888)
- Tony Robert-Fleury (1837–1911)
- Théodore Frère (1814–1888)

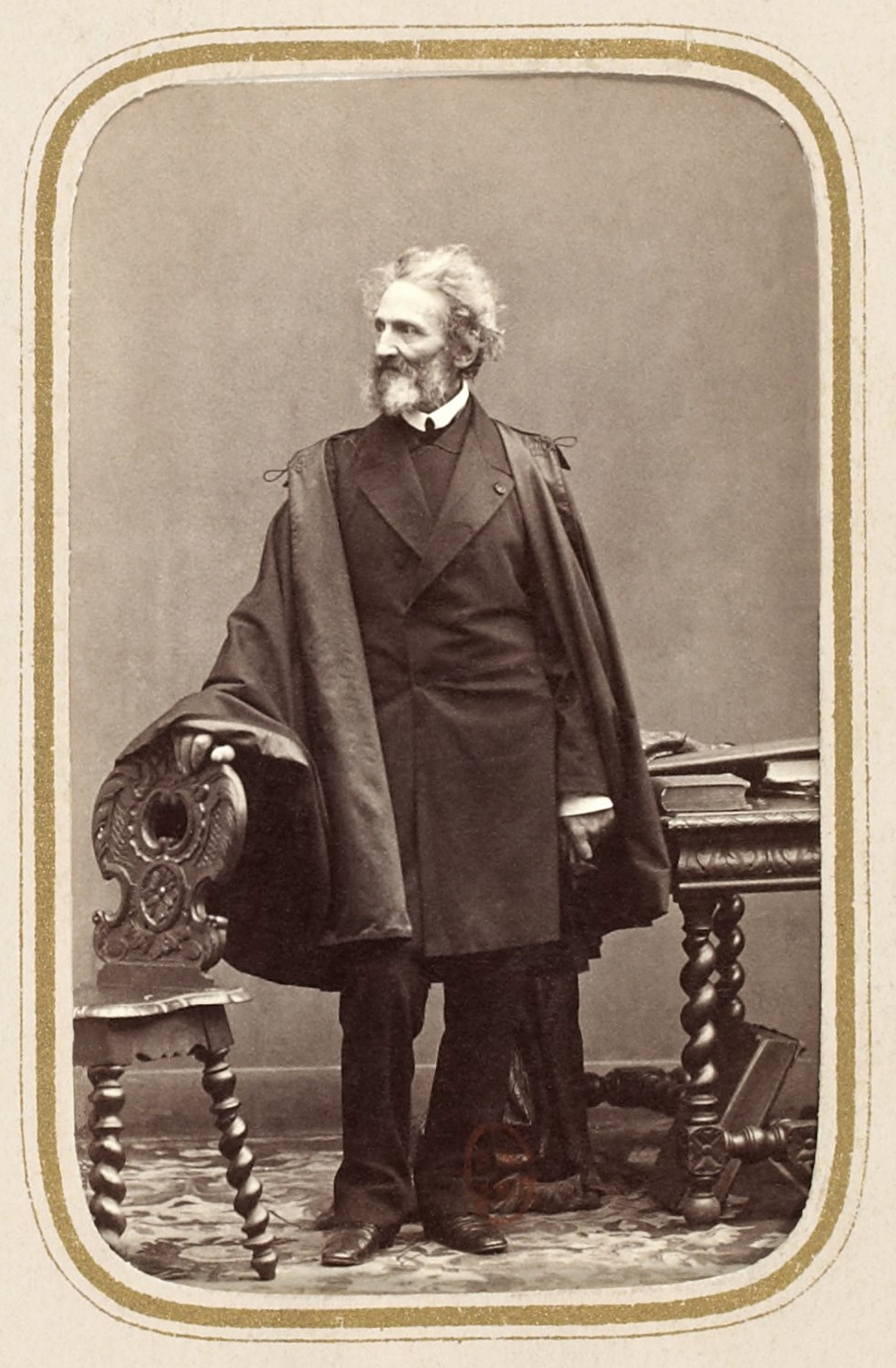
Léon Cogniet, um 1865

- Armand Gautier (Maler) (1825–1894)
- Wojciech Gerson (1831–1901)
- Théophile Gide (1822–1890)
- Charles Girardet (1813–1871)
- Eugène Ernest Hillemacher (1818–1887)
- Jules Holzapffel (1826–1866)
- Louis Katzenstein (1827–1907)
- Jean Paul Laurens (1838–1921)
- Jules-Joseph Lefebvre (1834–1912)
- Évariste-Vital Luminais (1821–1896)
- Egron Sellif Lundgren (1815–1875)
- Raimundo de Madrazo (1841–1920)
- Paul Mathey (1844–1929)
- Ernest Meissonier (1815–1891)
- Anna Lea Merritt (1844–1930)
- Gustave Morin (1809–1886)
- Charles Louis Muller (1815–1849)
- Benjamin Netter (1811–1881)
- Dominique Louis Papety (1815–1892)
- Félix Philippoteaux (1815–1884)
- Karl Wilhelm Pohlke (1810–1876)
- Henryk Rodakowski (1823–1894)
- Amédée Rosier (1831–1898)
- Théodore Auguste Rousseau (1825–?)
- Gustav Richter (1823–1884)
- Auguste Schenck (1828–1900)
- Alexandre Ségé (1818–1885)
- Félix Trutat (1824–1848)
- Émile Vernet-Lecomte (1821–1900)